# ذا بيست (ألبوم)
ذا بيست (بالإنجليزية: The Best)‏ هو أول ألبوم تجميعي للفرقة الكورية الجنوبية غيرلز جينيريشن، أصدر الألبوم في 23 يوليو 2014 في اليابان، يحتوي الألبوم على 15 أغنية يابانية من ألبوماتهم القديمة بالإضافة إلى أربعة أغاني جديدة وهي «ديفاين» و«غير قابل للكسر» و«شو غيرلز» و«تشين رياكشن» وهذا الألبوم هو آخر ألبوم ياباني تصدره الفرقة وأيضاً آخر ألبوم يضم العضوة السابقة جيسيكا جونغ.

## الإصدار والإقبال
في 23 يوليو 2014 تصدر الألبوم في مخطط أوريكون الياباني وباع 37,000 نسخة، وبعد أسبوع من إنطلاقه باع الألبوم أكثر من 75,000 وظل متصدراً في المركز الأول لمدة أسبوع، وأصبحت فرقة غيرلز جينيريشن أكثر فرقة غير يابانية تتصدر المركز الأول، وفي نهاية عام 2014 باع الألبوم أكثر من 175,000 نسخة.

## قائمة الأغاني
| #   | عنوان                              | المدة |
| --- | ---------------------------------- | ----- |
| 1.  | "GENIE (النسخة اليابانية)"         | 3:46  |
| 2.  | "Gee (النسخة اليابانية)"           | 3:26  |
| 3.  | "Run Devil Run (النسخة اليابانية)" | 3:25  |
| 4.  | "Mr. Taxi"                         | 3:36  |
| 5.  | "BAD GIRL"                         | 3:44  |
| 6.  | "Time Machine"                     | 3:53  |
| 7.  | "Paparazzi"                        | 3:47  |
| 8.  | "!Oh (النسخة اليابانية)"           | 3:09  |
| 9.  | "All My Love Is For You"           | 3:43  |
| 10. | Untitled                           | 3:18  |
| 11. | "Beep Beep"                        | 3:21  |
| 12. | "Love & Girls"                     | 3:07  |
| 13. | "Galaxy Supernova"                 | 3:09  |
| 14. | "My Oh My"                         | 3:10  |
| 15. | "مستر مستر (النسخة اليابانية)"     | 3:55  |
| 16. | "Indestructible"                   | 3:39  |

## المخططات والشهادات الموسيقية

### المخططات الأسبوعية
| مخططات (2014)                      | المركز |
| ---------------------------------- | ------ |
| الألبومات اليابانية (أوريكون)      | 1      |
| مخطط الألبومات اليابانية (بيلبورد) | 1      |
| تايوان (جي-ميوزك)                  | 1      |

| مخططات (2015)     | المركز |
| ----------------- | ------ |
| تايوان (جي-ميوزك) | 4      |

### مخططات نهاية العام
| مخططات (2014)                      | المركز |
| ---------------------------------- | ------ |
| المخطط الياباني (أوريكون)          | 22     |
| مخطط الألبومات اليابانية (بيلبورد) | 29     |

| مخططات (2015)     | المركز |
| ----------------- | ------ |
| تايوان (جي-ميوزك) | 9      |

### الشهادات
| المنطقة                                   | الشهادة           |
| ----------------------------------------- | ----------------- |
| اليابان (رابطة صناعة التسجيلات اليابانية) | الأسطوانة الذهبية |

## تاريخ الإصدار
| المنطقة | العنوان                  | التاريخ        | النسخة          | الصيغة                            | الشركة          |
| ------- | ------------------------ | -------------- | --------------- | --------------------------------- | --------------- |
| اليابان | ذا بيست                  | 23 يوليو 2014  | عادية           | سي دي                             | يونيفرسال ميوزك |
| اليابان | ذا بيست                  | 23 يوليو 2014  | أول نسخة محدودة | سي دي+دي في دي+كتاب صور           | يونيفرسال ميوزك |
| اليابان | ذا بيست                  | 23 يوليو 2014  | كاملة           | 2سي دي+بلو-راي+كُتيب+مجموعة بطاقات | يونيفرسال ميوزك |
| اليابان | ذا بيست (النسخة الجديدة) | 15 أكتوبر 2014 | اساسية          | سي دي                             | يونيفرسال ميوزك |
| اليابان | ذا بيست (النسخة الجديدة) | 15 أكتوبر 2014 | محدودة          | سي دي+دي في دي+مدخل سماعة الأذن   | يونيفرسال ميوزك |

## وصلات خارجية
- "Indestructible" فيديو الكلمات على يوتيوب

- "Divine" فيديو كليب على يوتيوب